# Топтани, Мурад
Мурад-бей Топтани (алб. Murad bej Toptani; ; 13 июля 1866 — 11 февраля 1918, Тирана) — албанский поэт, скульптор и деятель Албанского национального возрождения. Вместе со своим родственником Абди Топтани он был одним из подписантов Декларации независимости Албании в 1912 году. Мурад Топтани создал первый бюст Скандербега, национального героя Албании.

## Биография
Мурад Топтани родился в 1866 году на Кавказе, где его отец Сеит содержался в качестве политического заключённого. С 1875 по 1881 год он вместе со своей семьёй проживал в Стамбуле, столице Османской империи. Но они вновь были сосланы на Кавказ из-за членства Сеита в Призренской лиге.
В начале 1890-х годов Мурад Топтани обучался в Стамбуле, живя в доме Наима Фрашери. Тогда же он познакомился со своей будущей женой Асие Фрашери, дочерью Шерифа Фрашери, младшего брата Наима Фрашери. В 1895 году Топтани женился на ней и перебрался в Тирану. В 1897 году Топтани вместе с Фаиком Коницей посетил албанскую общину в Бухаресте и предложил создать албанские партизанские отряды для борьбы с османскими, болгарскими и греческими силами. В Тиране Топтани принимал активное участие в поощрении образования на албанском языке. В 1897 году Топтани добился преподавания на албанском языке всех предметов в недавно основанной австрийской школе города. Его деятельность и влияние привели к его аресту 28 октября 1897 года османскими властями. Первоначально он был сослан в Манастир, затем — на Галлипольский полуостров, а оттуда был отправлен в Триполи. В 1898 году он бежал и прибыл в Италию, где жил в Неаполе и Бриндизи. 14 июля 1898 года Топтани опротестовал свой приговор и запросил амнистию у вали Манастира, но не получил никакого ответа. Находясь в Италии, он создал первый бюст Скандербега, национального героя Албании. В 1899 году он провёл несколько месяцев в Букаресте и, наконец, вернулся в Стамбул, где получил амнистию. Однако в 1900 году Топтани снова был интернирован и содержался в бессрочном заключении в Чанаккале и Конье до 1908 года, когда многие заключённые были амнистированы.
Он умер в 1918 году, в возрасте 51 года. У Мурада было три сына: Энвер, Шериф и Ибрахим.

## Признание
Пешеходная улица в центре Тираны названа его именем.